# Deadshot
Deadshot är en superskurk i DC Comics och är i huvudsak en av Batmans fiender. Figuren debuterade i Batman #59 (1950) och skapades av Bob Kane, David Vern Reed och Lew Schwartz.

## Fiktiv biografi
Inom DC Universe blir Deadshot ofta lejd som en lönnmördare som regelbundet skryter om att han aldrig missar sitt mål. Han är kapabel att använda en mängd olika typer av vapen, men använder oftast ett par tysta handledsmonterade vapen. Han syns först till i Gotham City som en ny brottsbekämpare, men visar sig senare vara en fiende till Batman när han försöker ersätta hjälten. Han skickas i fängelse när Batman och kommissarie Gordon avslöjar hans komplott att försöka bli kung av Gothams undre värld.
Efter att ha flytt från fängelset börjar Deadshot offentliggöra sig själv som en lönnmördare, och ändrar sitt klädval från en smoking till en röd overall och en metallmask med en målsökande anordning på höger sida.
Deadshots förflutna avslöjas i efterföljande framträdanden. Han hette som ung pojke Floyd Lawton, som bodde med sin mor, bror och missbrukande far. Lawtons far anföll vid ett tillfälle hans bror, som Floyd bryr sig om. Lawton försöker skjuta sin far med hans eget gevär. Men grenen av trädet som Floyd sitter på går av, och han missar. Kulan träffar hans bror istället, vilket dödar brodern.